# Aunac-sur-Charente
Aunac-sur-Charente es una comuna nueva francesa situada en el departamento de Charente, de la región de Nueva Aquitania.

## Historia
Fue creada el 1 de enero de 2017, en aplicación de una resolución del prefecto de Charente de 9 de mayo de 2016 con la unión de las comunas de Aunac, Bayers y Chenommet, pasando a estar el ayuntamiento en la antigua comuna de Aunac.
El 1 de enero de 2025 absorbe la comuna de Moutonneau.

## Demografía
Según los datos aportados en la última resolución del prefecto de Charente, la comuna pasa a tener 743 habitantes.

## Composición
| Antigua comuna | Código INSEE | Población (2014) | Superficie (km²) | Densidad (hab./km²) |
| -------------- | ------------ | ---------------- | ---------------- | ------------------- |
| Aunac          | 16023        | 337              | 4.77             | 71                  |
| Bayers         | 16033        | 119              | 3.59             | 33                  |
| Chenommet      | 16094        | 164              | 4.43             | 37                  |
| Moutonneau     | 16238        | 104 (2022)       | 4.22             | 25                  |